# یواس‌اس کی-۸ (اس‌اس-۳۹)
یواس‌اس کی-۸ (اس‌اس-۳۹) (به انگلیسی: USS K-8 (SS-39)) یک زیردریایی بود که طول آن ۱۵۳ فوت ۷ اینچ (۴۶٫۸۱ متر) بود. این زیردریایی در سال ۱۹۱۴ ساخته شد.